# Syzygium amphoraecarpus
Syzygium amphoraecarpus är en myrtenväxtart som beskrevs av André Joseph Guillaume Henri Kostermans. Syzygium amphoraecarpus ingår i släktet Syzygium och familjen myrtenväxter.
Artens utbredningsområde är Sri Lanka. Inga underarter finns listade i Catalogue of Life.